# 愛宕寺
愛宕寺（あたごじ）は、山口県下関市岬之町にある天台宗の寺院。山号は勝軍山。本尊は愛宕大権現。

## 歴史
1950年（昭和25年）8月18日に創建。京都市の尊勝院より本尊である愛宕大権現を遷座し、「京都別格尊勝院下関出張所」となる。
1956年（昭和31年）5月10日に愛宕寺と改称。また本尊の愛宕大権現は、愛宕神社の御神体で、明治維新で神仏分離となった際に尊勝院に法遷されたものである。

## 交通
- JR「下関駅」より徒歩で約15分。
- 中国自動車道・関門自動車道「下関インターチェンジ」より車で約10分。